# Agis III.
Agis III. (starořecky Ἆγις) byl králem Sparty z královského rodu Eurypontovců od roku 338 př. n. l. do roku 331 př. n. l. Jeho spolukrálem z královského rodu Agiovců byl Kleomenes II.

## Nástup na trůn
Agis se stal králem Sparty krátce po smrti svého otce Archidama, který zemřel v boji proti Lukánům a Messapiům pod hradbami města Mandurie ve Velkém Řecku. Archidamos tam vytáhl s vojskem na žádost o pomoc od města Tarenta, které bylo původně založeno v roce 706 př. n. l. spartskými osadníky jako jediná spartská zámořská kolonie.
Rok Agidova nástupu na trůn byl významný i pro Makedonii, která se po bitvě u Chairóneie stala hegemonem v Řecku. O rok později makedonský král Filip II. inicioval na sněmu většiny řeckých obcí v Korintu – ale bez účasti Sparty – společnou vojenskou výpravu proti perské říši. Filip byl však zanedlouho zavražděn a úloha vůdce vojenské výpravy připadla jeho nástupci Alexandrovi. Jeho armáda vytáhla z Pelly na jaře roku 334 př. n. l.
Napadená perská říše následně vyvíjela protimakedonská vojenská opatření i v oblasti Řecka. V Egejském moři operoval perská flotila, která pod vedením Farnabaza narušovala makedonské zásobovací linie. Farnabazos navíc Řeky nespokojené s makedonskou nadvládou podněcoval k povstání a nabídl jim i finanční podporu. Sparta byla růstem makedonské moci znepokojena a nebyla osamocena, tento neklid s ní sdílely i jiné řecké státy a většina jejích sousedů na Peloponésu. Sparta se proto rozhodla povstat a Agis od Farnabaza peníze přijal.

## Válka s Makedonií a Agidova smrt
Vhodná doba k mobilizaci vojska a sjednocení protimakedonské koalice nastala pro Spartu v roce 331 př. n. l., kdy bylo vojsko makedonského místodržícího Antipatra vázano v boji proti Thrákům na severu Makedonie. Podle historika Diodóra Sparťané a jejich spojenci postavili vojsko o počtu 20 000 hoplítů a 2 000 jezdců a vrchním velitelem vojska se stal Agis. Když se Antipatros o této mobilizaci dozvěděl, ukončil urychleně tažení Thrákii a pochodoval s celou svou armádou na Peloponés. K jeho vojsku se přidali i další Řekové, kteří zůstali loajální Makedoncům, a tak armáda Antipatra dosáhla počtu 40 000 vojáků. K bojovému střetu obou vojsk došlo u města Megalopole. Ačkoli bylo Antipatrovo vojsko ve velké početní převaze, bitva trvala dlouhou dobu, protože Sparťané bojovali obětavě a drželi si svá postavení. Boj se ale nakonec skončil vítězstvím Makedonců. Na bitevním poli zůstalo 5 300 mrtvých Sparťanů a 3 500 Antipatrových vojáků.
Jak dále píše Diodoros, Agis u Megalopole bojoval statečně a klesl k zemi až po četných zraněních. Když byl svými vojáky odnášen z bojiště, ocitl se obklopen nepřáteli a v této situaci se zachoval hrdinsky. Svým vojákům nařídil, aby si útěkem zachránili své životy a mohli tak být užiteční své zemi později a bránil se sám, dokud ho nepřátelé neprobodli oštěpem.
Agis zemřel po přibližně sedmi letech vlády ve Spartě, a protože neměl potomka, jeho nástupcem se stal jeho bratr Eudamidas.